# Walter Troeltsch (Politiker)
Walter Troeltsch (* 29. Juli 1928 in Kiel; † 22. April 2025 in Marburg) war ein hessischer Politiker (CDU) und Abgeordneter des Hessischen Landtags.

## Ausbildung und Beruf
Nach dem Abitur im Jahr 1949 studierte Walter Troeltsch Volkswirtschaftslehre in Marburg, Frankfurt am Main und Syracuse (New York) und schloss dieses Studium mit dem Magisterexamen ab. Anschließend arbeitete er als kaufmännischer Angestellter in der Textilindustrie, bevor er erneut ein Studium (diesmal der Rechtswissenschaften) absolvierte, das er 1956 mit dem 2. Staatsexamen abschloss.
Er arbeitete als Regierungsassessor in der hessischen Landeskulturverwaltung, als Kulturamtsleiter in Dillenburg und Limburg und ab 1970 als Dezernent im Landeskulturamt in Wiesbaden.
Walter Troeltsch war verheiratet und hatte vier Kinder. Er war Enkel des Nationalökonomen Walter Troeltsch und Urenkel des Abgeordneten und Unternehmers Wilhelm Troeltsch.

## Politik
Seit 1963 gehörte Walter Troeltsch der CDU an und war dort u. a. stellvertretender Vorsitzender des CDU-Kreisverbandes Marburg-Biedenkopf.

Ab 1971 war er Stadtverordneter in Marburg, wo er von 1974 bis 1977 und ab 1985 die CDU-Fraktion führte. Von 1974 bis 1985 war er Vorsitzender des Kreistages Marburg-Biedenkopf.

Vom 1. Dezember 1970 bis 4. April 1991 war Walter Troeltsch über sechs Wahlperioden hinweg Abgeordneter des hessischen Landtags.
In den Jahren 1974 und 1984 war Walter Troeltsch Mitglied der Bundesversammlung.

## Veröffentlichungen
- Walter Troeltsch, Guntram Dörr, Paul-Josef Raue:  Oberbürgermeister in Marburg? – „Mit großer Lust, das können Sie glauben“: Landtagsabgeordneter Walter Troeltsch an seinem 60. Geburtstag. o. O., o. J. [1988].

## Weblink
- Walter Troeltsch. Abgeordnete. In: Hessische Parlamentarismusgeschichte Online. HLGL & Uni Marburg, abgerufen am 4. August 2024 (Stand 28. November 2023).